# Liste des unités du Michigan de la guerre de Sécession

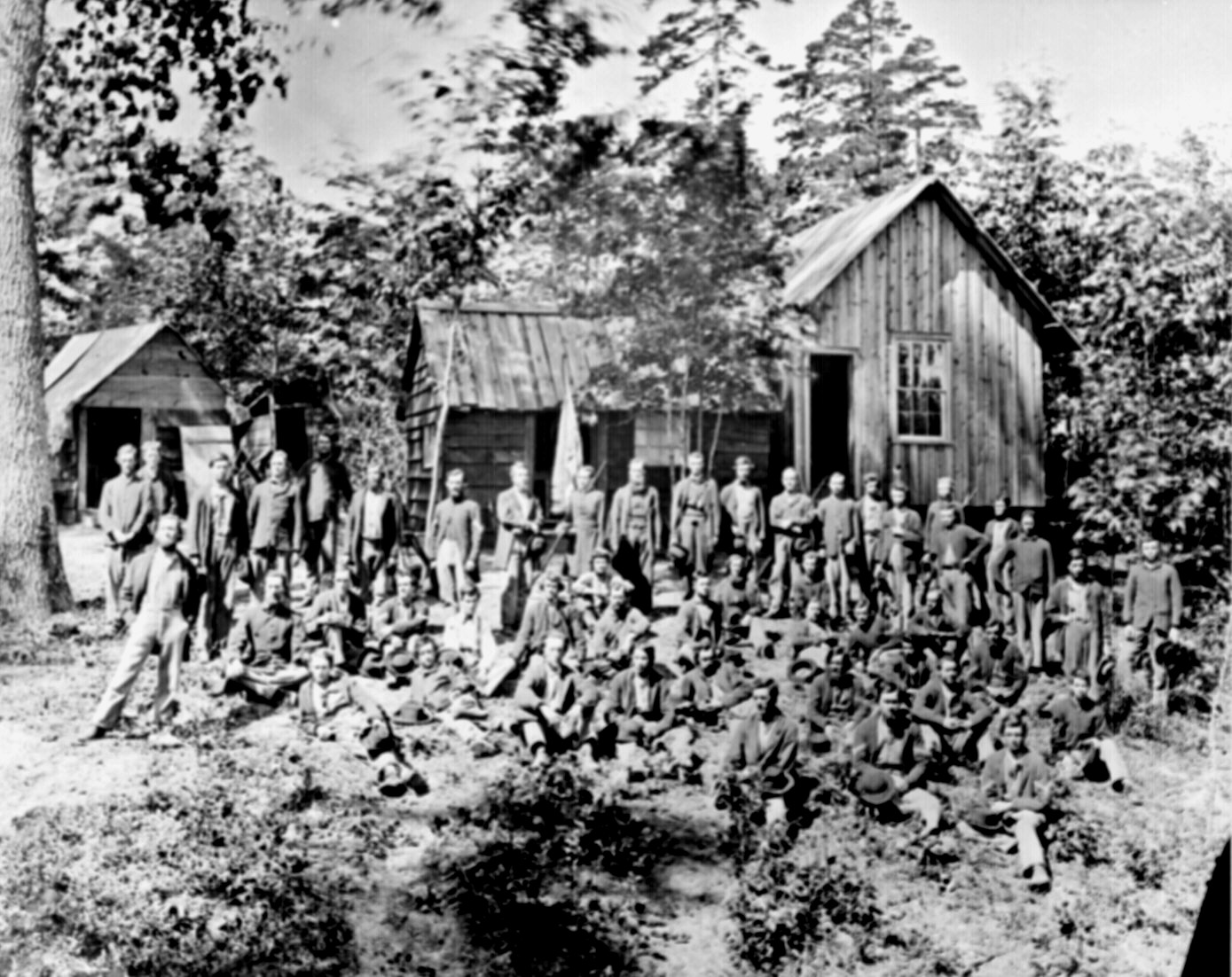
21st Michigan Infantry

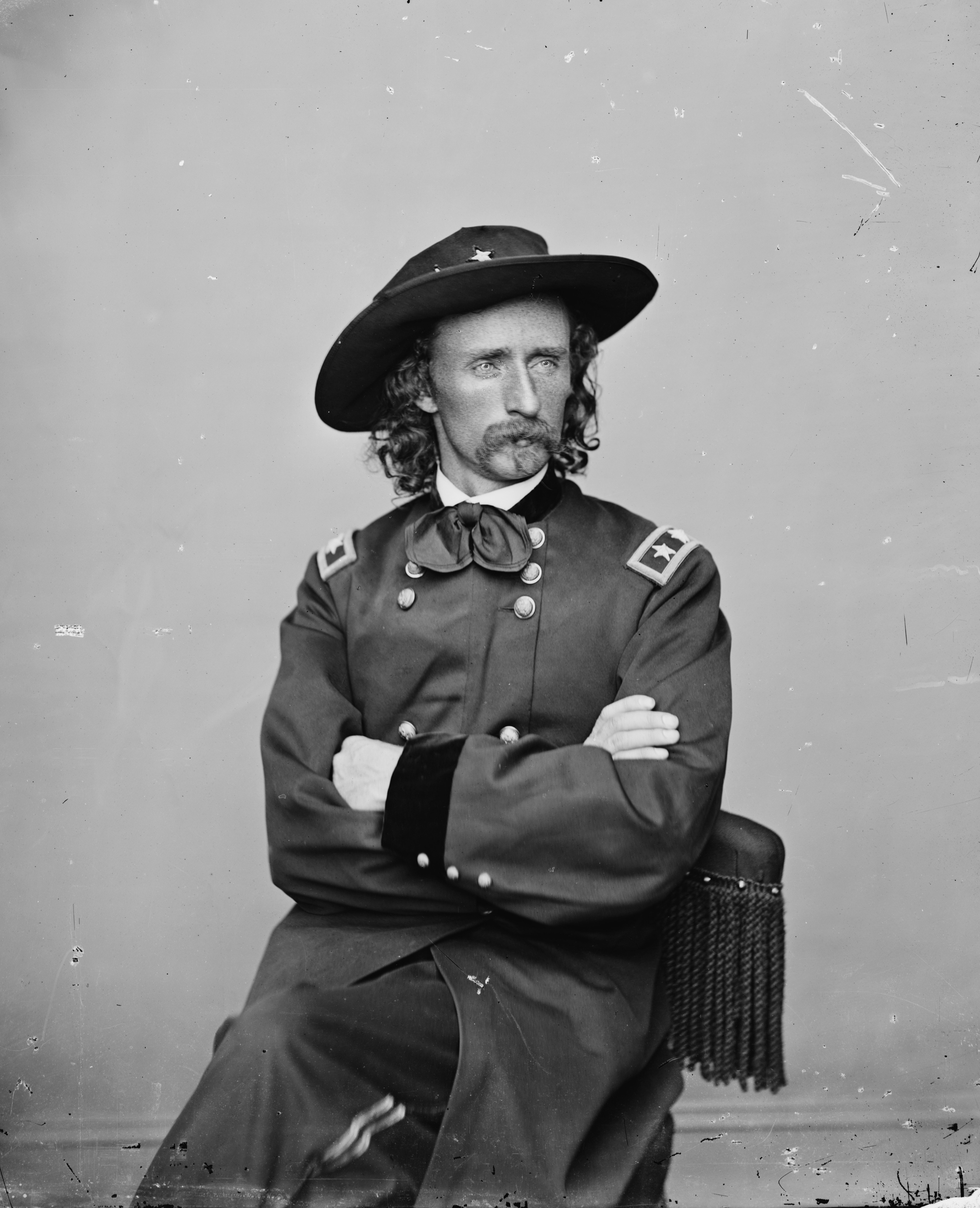
George Armstrong Custer, a commandé la brigade du Michigan, surnommée les « Wolverines ».

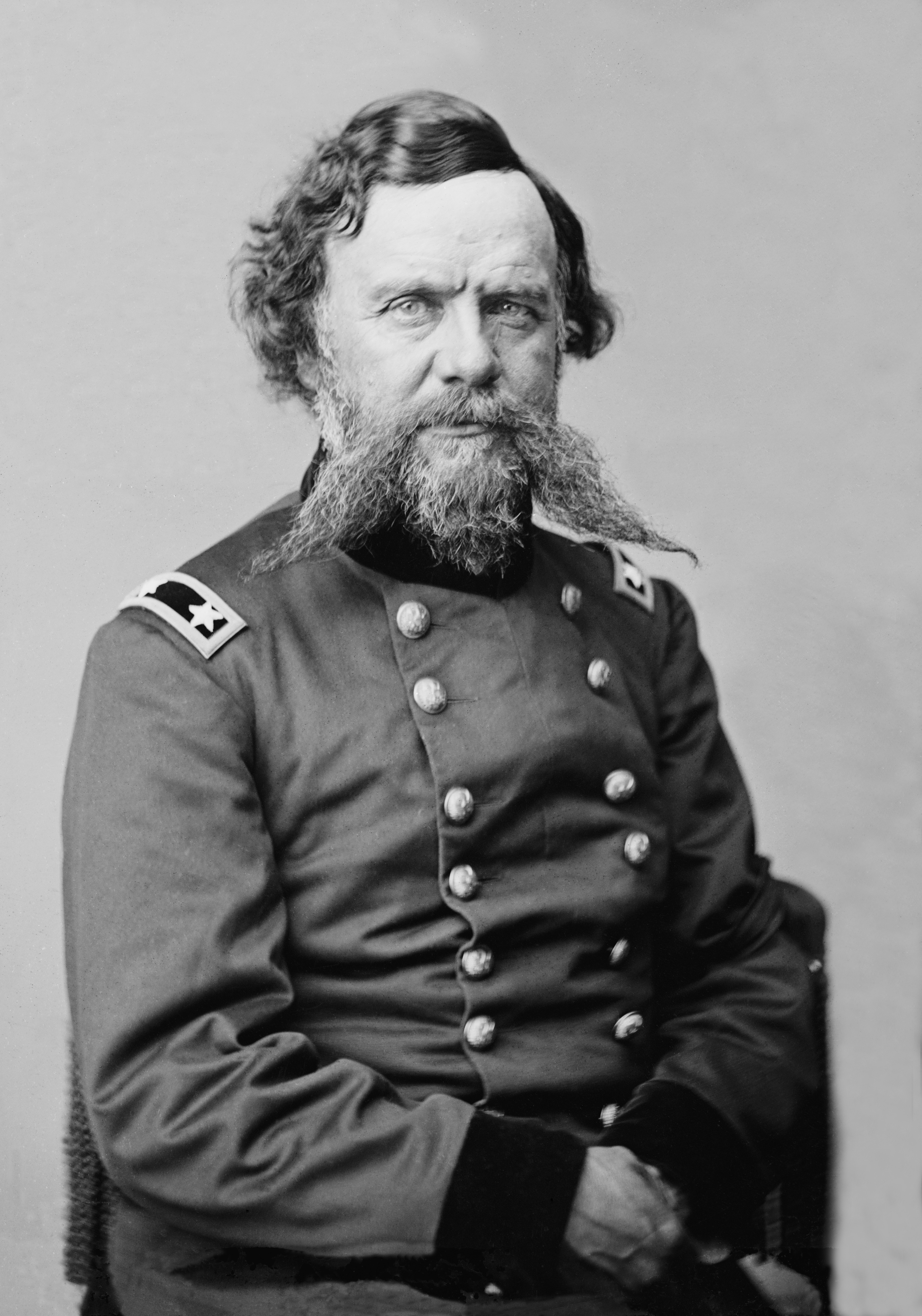
Le général Alpheus S. Williams a formé les premières unités de volontaires du Michigan en 1861.

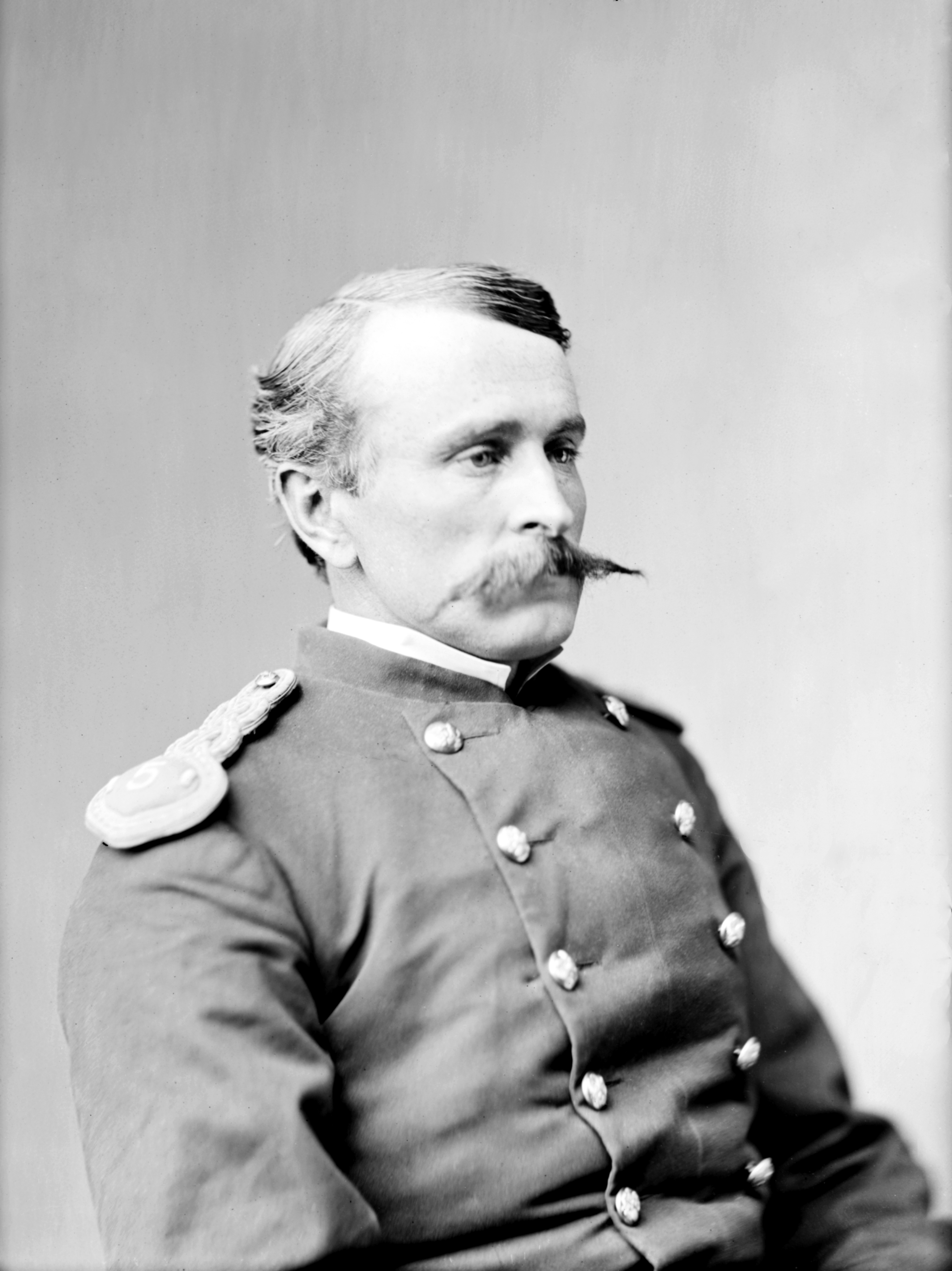
En tant que capitaine dans le 19th Michigan, Frank Baldwin a reçu la médaille d'honneur.

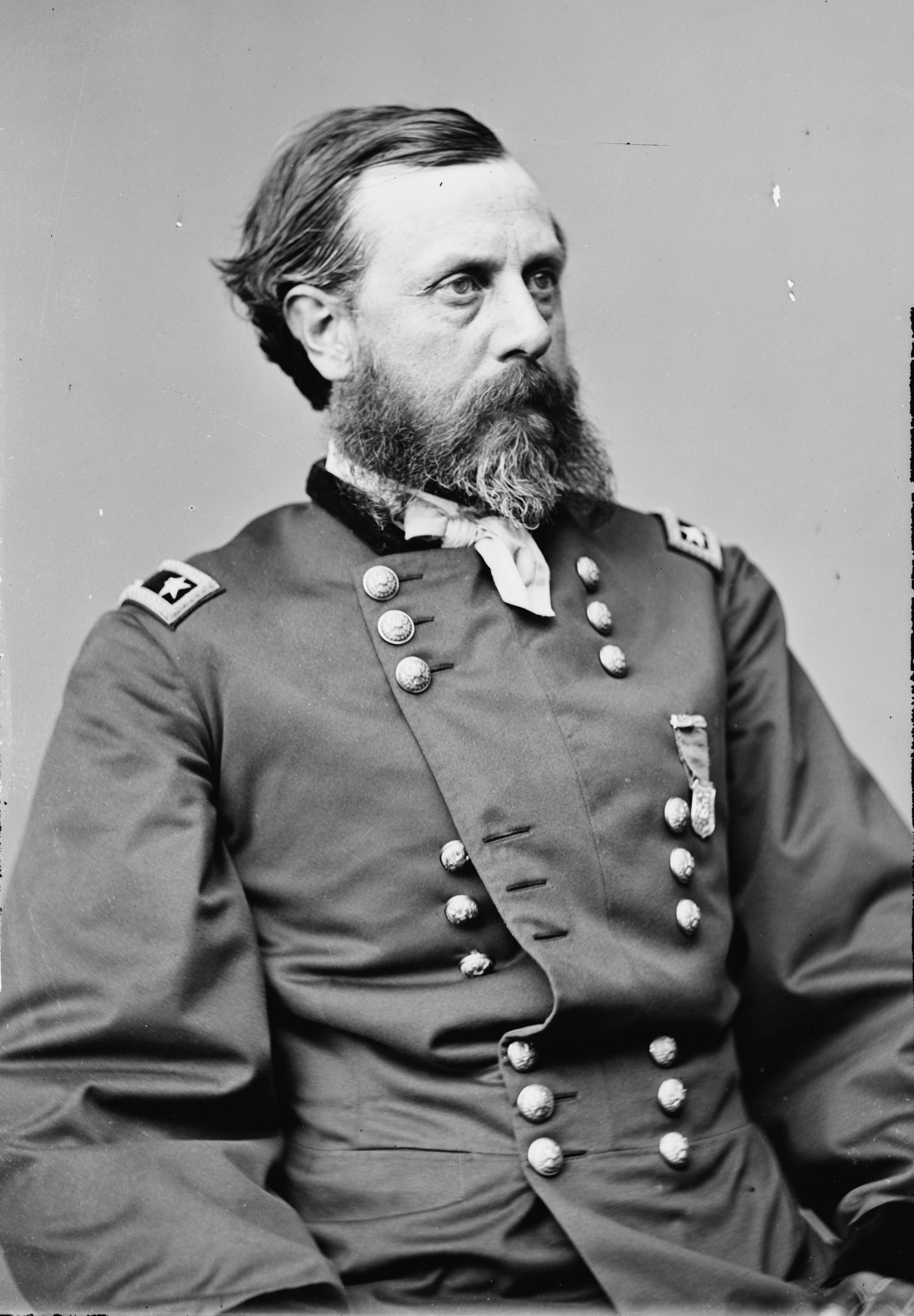
Orlando B. Willcox est le premier colonel du 1st Michigan Infantry.

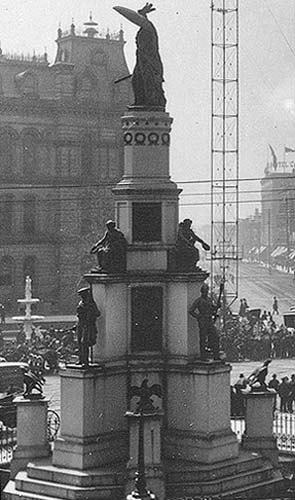
Le monument aux soldats et aux marins du Michigan à Détroit est l'un des nombreux monuments dédiés aux soldats du Michigan.

Cette liste des unités du Michigan de la guerre de Sécession répertorie le unités d'infanterie, de cavalerie et d'artillerie levées au titre de l'armée de l'Union par l'État du Michigan au sein des volontaires des États-Unis.

## Infanterie
- 1st Michigan Volunteer Infantry Regiment (3 mois)
- 1st Michigan Volunteer Infantry Regiment (3 années)
- 1st Michigan Colored Volunteer Infantry Regiment - African-American, plus tard 102nd Regiment United States Colored Troops
- 2nd Michigan Volunteer Infantry Regiment
- 3rd Michigan Volunteer Infantry Regiment
- 3rd Michigan Volunteer Infantry Regiment (réorganisé)
- 4th Michigan Volunteer Infantry Regiment
- 4th Michigan Volunteer Infantry Regiment (réorganisé)
- 5th Michigan Volunteer Infantry Regiment
- 6th Michigan Volunteer Infantry Regiment
- 7th Michigan Volunteer Infantry Regiment
- 8th Michigan Volunteer Infantry Regiment
- 9th Michigan Volunteer Infantry Regiment
- 10th Michigan Volunteer Infantry Regiment
- 11th Michigan Volunteer Infantry Regiment
- 11th Michigan Volunteer Infantry Regiment (réorganisé)
- 12th Michigan Volunteer Infantry Regiment
- 13th Michigan Volunteer Infantry Regiment
- 14th Michigan Volunteer Infantry Regiment
- 14th Michigan Volunteer Mounted Infantry Regiment
- 15th Michigan Volunteer Infantry Regiment
- 16th Michigan Volunteer Infantry Regiment - régiment indépendant de Stockton
- 17th Michigan Volunteer Infantry Regiment - régiment Stonewall
- 18th Michigan Volunteer Infantry Regiment
- 19th Michigan Volunteer Infantry Regiment
- 20th Michigan Volunteer Infantry Regiment
- 21st Michigan Volunteer Infantry Regiment
- 22nd Michigan Volunteer Infantry Regiment
- 23rd Michigan Volunteer Infantry Regiment
- 24th Michigan Volunteer Infantry Regiment
- 25th Michigan Volunteer Infantry Regiment
- 26th Michigan Volunteer Infantry Regiment
- 27th Michigan Volunteer Infantry Regiment
- 28th Michigan Volunteer Infantry Regiment
- 29th Michigan Volunteer Infantry Regiment
- 30th Michigan Volunteer Infantry Regiment
- Garde de Stanton
- Compagnie indépendante (garde de la prévôté)

## Tireurs d'élite
- 1st Regiment Michigan Volunteer Sharpshooters
- Hall's Independent Battalion Michigan Volunteer Sharpshooters
- Brady's Independent Company Michigan Volunteer Sharpshooters
- Dygert's Independent Company Michigan Volunteer Sharpshooters
- Jardine's Independent Company Michigan Volunteer Sharpshooters
- Compagnie C, 1st United States Sharpshooters Regiment
- Compagnie I, 1st United States Sharpshooters Regiment
- Compagnie K, 1st United States Sharpshooters Regiment
- Compagnie B, 2nd United States Sharpshooters Regiment
- Compagnie D, Western Sharpshooters Regiment

## Cavalerie
- 1st Michigan Volunteer Cavalry Regiment
- 2nd Michigan Volunteer Cavalry Regiment
- 3rd Michigan Volunteer Cavalry Regiment
- 4th Michigan Volunteer Cavalry Regiment
- 5th Michigan Volunteer Cavalry Regiment
- 6th Michigan Volunteer Cavalry Regiment
- 7th Michigan Volunteer Cavalry Regiment
- 8th Michigan Volunteer Cavalry Regiment
- 9th Michigan Volunteer Cavalry Regiment
- 10th Michigan Volunteer Cavalry Regiment
- 11th Michigan Volunteer Cavalry Regiment
- 1st United States Lancer Regiment
- Chandler's Horse Guard

## Artillerie
- 1st Regiment Michigan Light Artillery
  - Batterie A, 1st Regiment Michigan Light Artillery – (batterie de Loomis, batterie de Coldwater)
  - Batterie B, 1st Regiment Michigan Light Artillery
  - Batterie C, 1st Regiment Michigan Light Artillery – (Batterie de Robinson, Grand Rapids, région de Battle Creek)
  - Batterie D, 1st Regiment Michigan Light Artillery
  - Batterie E, 1st Regiment Michigan Light Artillery
  - Batterie F, 1st Regiment Michigan Light Artillery
  - Batterie G, 1st Regiment Michigan Light Artillery
  - Batterie H, 1st Regiment Michigan Light Artillery – (Batterie de De Golyer)
  - Batterie I, 1st Regiment Michigan Light Artillery
  - Batterie K, 1st Regiment Michigan Light Artillery
  - Batterie L, 1st Regiment Michigan Light Artillery
  - Batterie M, 1st Regiment Michigan Light Artillery
- 6th Regiment Michigan Volunteer Heavy Artillery
- 13th Independent Battery Michigan Light Artillery
- 14th Independent Battery Michigan Light Artillery

## Ingénieurs (génie)
- 1st Regiment Michigan Volunteer Engineers and Mechanics
- Howland's Company Michigan Volunteer Engineers

## Brigade de cavalerie du Michigan
Le brigade de cavalerie du Michigan est une brigade de cavalerie volontaire au cours de la deuxième moitié de la guerre. Composé principalement des 1st, 5th, 6th et 7th Michigan Cavalry, la brigade du Michigan combat dans toutes les grandes campagnes de l'armée du Potomac à partir de la bataille de Gettysburg, en juillet 1863 jusqu'à la reddition des confédérés à Appomattox Court House en avril 1865.